# 至道十五路
至道十五路是宋朝初年宋政府變革漢唐道制的一個行政區劃革新。宋太宗至道三年（997年）分宋朝全境為京東、京西、河北、河東、陝西、淮南、江南、荆湖南、荆湖北、兩浙、福建、西川、峽、廣南東、廣南西十五路。 在並沒有行使主權的幽雲十六州地區，宋朝也預設了燕山府路和雲中府路。
熙宁五年（1072年）後京東分為東西兩路，京西分为南北两路，河北分為東西兩路，陝西分为永兴军、秦鳳二路，江南分為東西兩路，淮南分為東西兩路，川峽兩路分為後來的四川四路。15路增加7路再加上首都所在的京畿路開封府成為北宋23路，南宋時被迫撤銷北方八路，又分兩浙路為東西兩路，演變為南宋16路。
北宋路名對中國現當代地名也有深遠影響，現今10省名直接來源於宋朝路名（但疆界並不完全相同），如河北、陝西、湖南、湖北、浙江、福建、四川、廣東、廣西、江西等。元朝時出現且沿用至今的省名有山西、甘肃、河南、雲南。明朝時出現且沿用至今的省名有山東、貴州。 清朝時出現並沿用至今的省名有安徽、江蘇、東三省、新疆等。中華民國時寧夏、青海等單獨設省，20世紀開始中國又分設內蒙古、西藏自治區、海南省，四個直轄市，兩個特別行政區等，逐漸形成今天的行政區劃。